# Veit Heiduschka

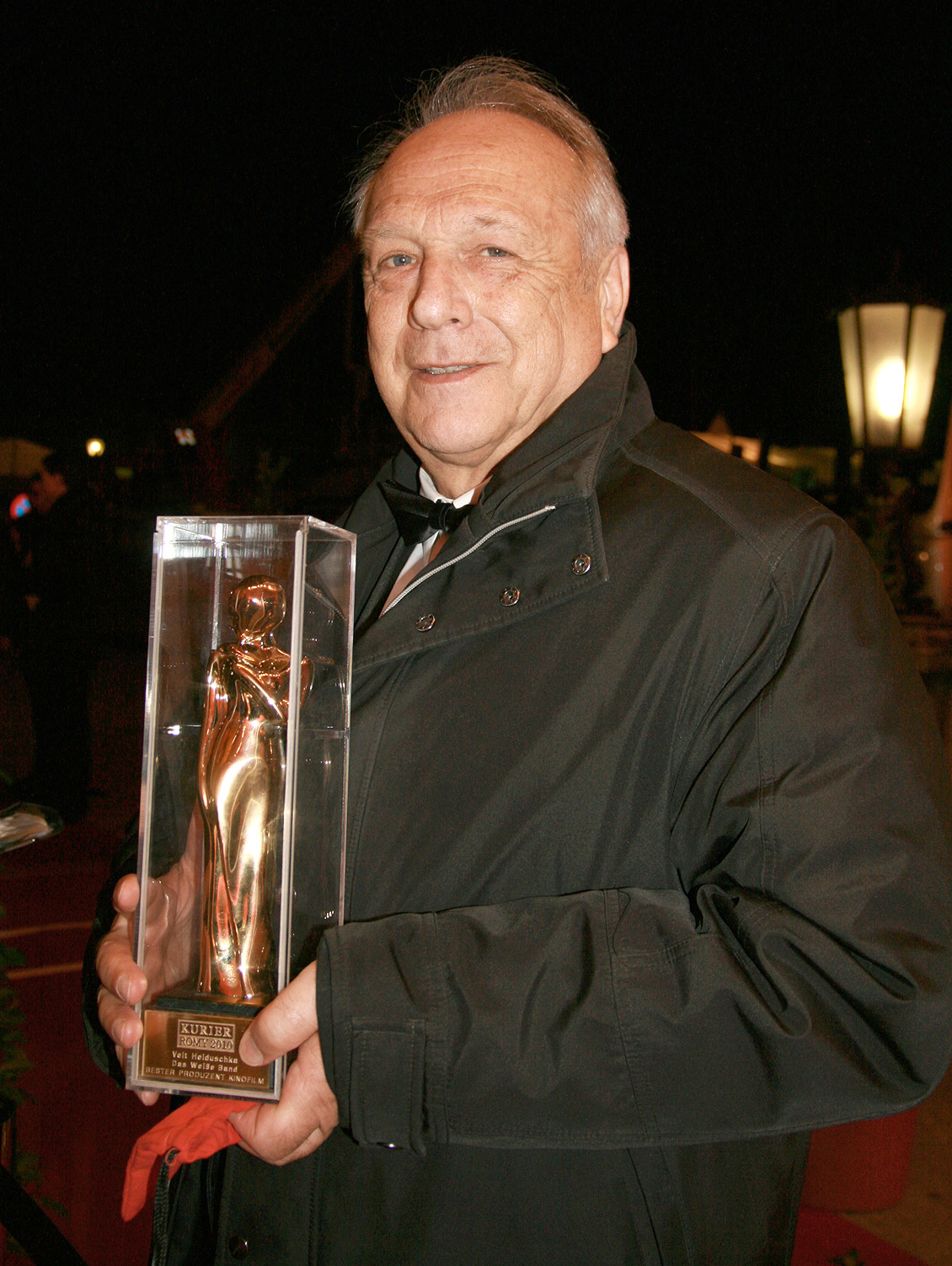
Veit Heiduschka (Romy 2010)

Veit Heiduschka (* 20. Mai 1938 in Döbeln) ist ein österreichischer Filmproduzent sowie Gründer und Leiter der Wega Film. In dieser Funktion realisierte er bereits mehrere dutzend Filmproduktionen, häufig in Zusammenarbeit mit anderen Filmproduktionsgesellschaften, für Kino und Fernsehen. Veit Heiduschka ist Produzent der meisten der Filme des Regisseurs Michael Haneke.

## Leben
Heiduschka wuchs in der DDR auf. Da sein Vater politischer Häftling war, durfte er kein Abitur machen; daraufhin schloss er eine Lehre als Einzelhandelskaufmann ab. Im Jahr 1956 flüchtete er in die Bundesrepublik, absolvierte eine Lehre als Industriekaufmann und ging 1959 nach Wien, wo er zunächst vorhatte, als freier Schriftsteller tätig zu sein.
Ab 1961 holte er als Externist die Matura nach und studierte ab 1964 an der Wiener Universität Deutsche Philologie und Theaterwissenschaft; zusätzlich beschäftigte er sich einige Zeit mit Philosophie und Psychologie. 1969 promovierte er zum Dr. phil.
Ab 1966 arbeitete er parallel zum Studium am Theater und lernte dort nach eigener Aussage „alles von der Pike auf – vom Beleuchter zum Regieassistenten, Inspizient und so weiter“. Eine Saison arbeitete er bei den Wagner-Festspielen in Bayreuth.
Danach war Veit Heiduschka zehn Jahre lang Produktionsleiter und Geschäftsführer bei diversen Filmgesellschaften. 1980 gründete er die Wega-Filmproduktionsgesellschaft, deren Geschäftsführer er bis heute ist. Nebenbei verwirklichte er auch mehrere Filme als Drehbuchautor und Regisseur.
Veit Heiduschka ist darüber hinaus Präsident der Austrian Film Commission (AFC), Geschäftsführer der Verwertungsgesellschaft für audiovisuelle Medien (VAM), Präsident des Produzentenverbandes Film Austria, Obmann der Spielfilm- und Fernsehfilmproduktion im Fachverband der Film- und Musikindustrie (FAFO). Darüber hinaus hatte er einen Lehrauftrag an der Filmakademie Wien, ist Mitglied der Europäischen Filmakademie und einziges österreichisches Mitglied der Academy.

## Filmografie

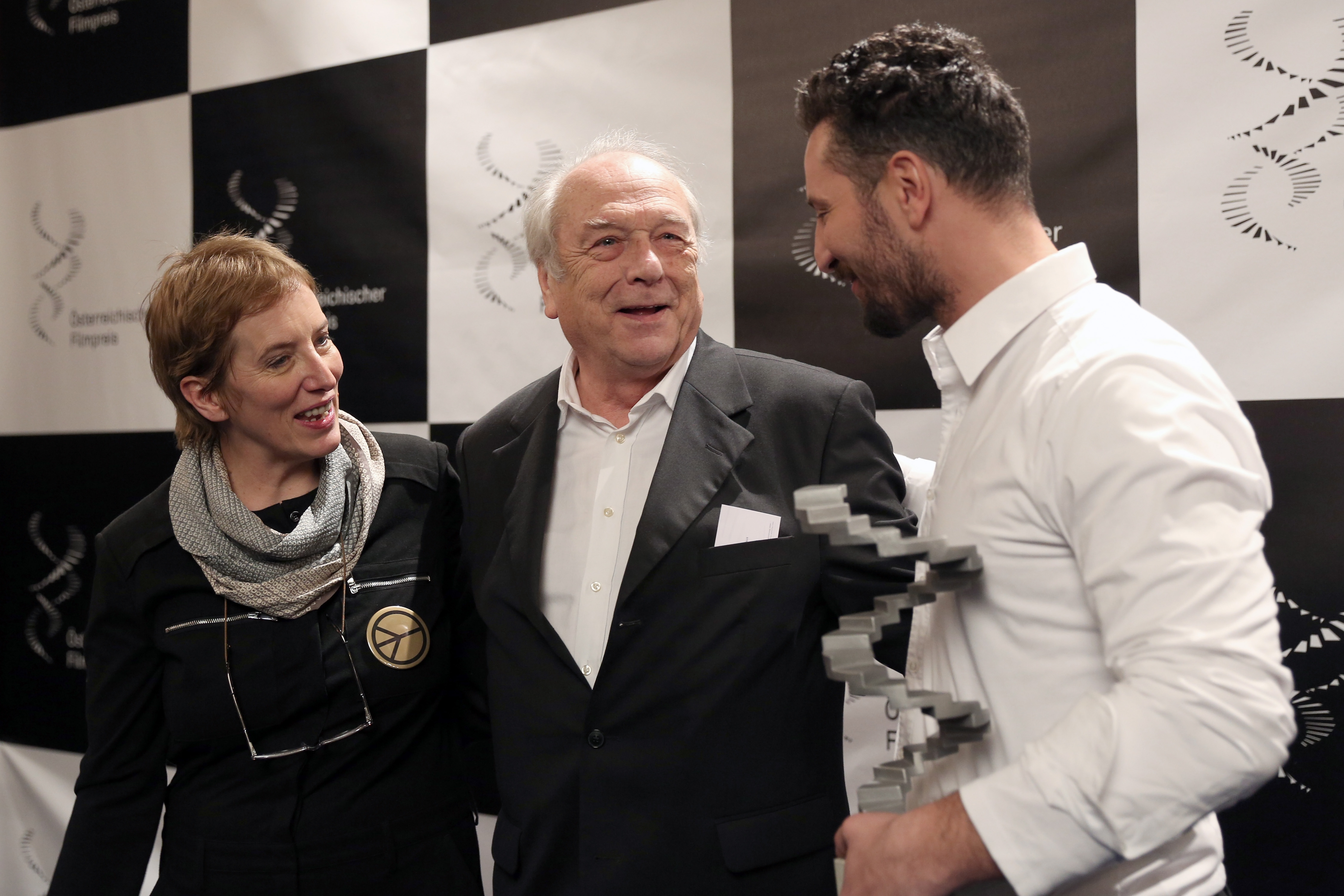
Veit Heiduschka mit Marlene Ropac und Murathan Muslu, Österreichischer Filmpreis 2015

Folgend eine Auswahl von Filmen die von Veit Heiduschka produziert wurden:
- Andrea lässt sich scheiden (Ö 2024, Josef Hader)
- Wald (Ö 2023, Elisabeth Scharang)
- Die Schule der magischen Tiere (D/Ö 2021, Gregor Schnitzler)
- Ein bisschen bleiben wir noch (Ö 2020, Arash T. Riahi)
- Waren einmal Revoluzzer (Ö 2019, Johanna Moder)
- Happy End (FRA/D/Ö 2017, Michael Haneke)
- Wilde Maus (Ö 2017, Josef Hader)
- Liebe möglicherweise (Ö 2016, Michael Kreihsl)
- Risse im Beton (Ö 2014, Umut Dağ)
- Liebe (Ö/FRA/D 2012, Michael Haneke)
- Kuma (Ö 2012, Umut Dağ)
- Der Winzerkrieg (D/Ö 2011)
- Das weiße Band – Eine deutsche Kindergeschichte (D/Ö/FRA/IT 2009, Michael Haneke)
- Ein Augenblick Freiheit (2008)
- König Otto (Ö/D 2006, TV-Spielfilm, Regie: Zoltan Spirandelli)
- Tintenfischalarm (2006), Dokumentarfilm
- Mein Mörder (Ö 2005, TV-Spielfilm, Elisabeth Scharang)
- Caché (Ö/FRA 2005, Michael Haneke)
- Die Geierwally (D/Ö 2005, Peter Sämann)
- Welcome Home (Ö 2004, Andreas Gruber)
- Mélyen örzött titkok / Spurensuche (Ö/HUN/FIN 2004, Zsuzsa Böszörményi)
- Wolfzeit (Ö/FRA/D 2003, Michael Haneke)
- Jedermanns Fest (Ö/FRA/D 2002, Fritz Lehner)
- Nichts wie weg (Ö 2001, Peter Patzak)
- Die Klavierspielerin (Ö/FRA 2001, Michael Haneke)
- Balkan baroque (FRA/Ö 2000, Pierre Coulibeuf)
- Heimkehr der Jäger (Ö 2000, Michael Kreihsl)
- Die 3 Posträuber (Ö 1998, Andreas Prochaska)
- Spass ohne Grenzen (Ö 1998, Kurzfilm, Ulrich Seidl)
- Das Schloß (Ö 1997, TV-Spielfilm, Michael Haneke)
- Funny Games (Ö 1997, Michael Haneke)
- Charms Zwischenfälle (Ö 1996, Michael Kreihsl)
- Mutters Courage (Ö/GB/D/IRL 1995, Michael Verhoeven)
- Der Kopf des Mohren (Ö 1995, Paulus Manker)
- Es war doch Liebe? (Ö 1995, Wolfgang Glück)
- Exit II – Verklärte Nacht (Ö 1995, Franz Novotny)
- Schwarze Tage (Ö 1995, TV-Spielfilm, Nikolaus Leytner)
- 71 Fragmente einer Chronologie des Zufalls (Ö/D 1994, Michael Haneke)
- Kinder der Landstraße (Koproduktion) (Ö/D/CH 1994, Urs Egger)
- Chacun pour toi (FRA/Ö 1994, Jean-Michel Ribes)
- Der Fall Lucona (D/Ö 1993, Jack Gold)
- Benny’s Video (Ö/CH 1992, Michael Haneke)
- Wahre Liebe (Ö/D 1992, Kitty Kino)
- Ilona und Kurti (Ö 1991)
- Ach, Boris... (Ö 1990, Niki List)
- Weiningers Nacht (Ö/D 1989/90)
- Der siebente Kontinent (Ö 1989, Michael Haneke)
- PARADISE Ges.m.b.H. (Ö 1986, Nikolaus Leytner)
- Müllers Büro (Ö 1986, Niki List)
- Morgengrauen (Ö 1985, TV-Spielfilm, Peter Sämann)
- Zeitgenossen (Ö 1983, Ernst Josef Lauscher)
- A Culpa (POR 1980, António Victorino de Almeida)